# 樹木希林
樹木 希林（きき きりん、1943年〈昭和18年〉1月15日 - 2018年〈平成30年〉9月15日）は、日本の女優。戸籍名：内田 啓子（うちだ けいこ）、旧姓：中谷（なかたに）。旧芸名は悠木 千帆（ゆうき ちほ、初代）。
東京府東京市神田区（現・東京都千代田区）出身。
2番目の夫は内田裕也。間に娘・内田也哉子がいる。夫とは長く別居を続けていた。
父は薩摩琵琶奏者・錦心流の中谷襄水（辰治）（1917年 - 1989年）。妹も薩摩琵琶奏者の荒井姿水（昌子）。その息子も薩摩琵琶奏者の荒井靖水。

## 来歴

### 生い立ち
父は若い頃は警察官で希林が幼稚園の頃は会社勤めをしており、趣味で薩摩琵琶奏者をしていた。警察官時代は神田界隈を管轄としていて、神田神保町でカフェ「東宝」を経営していた母と知り合い結婚。父は結婚後にカフェの主人になり、一種のヒモであった。母は父より7歳上で、二人の先夫との間にはそれぞれ一人ずつ子があった。母は横浜市中区野毛に料理店「叶家」を開いており、樹木にとって母方の実家にあたる。
千代田女学園に入学後は演劇部に在籍、食いっぱぐれのないようにと薬剤師を目指していたが、数学ができず大学受験に気乗りしなかった。受験直前に気晴らしとしてスキーをしに、友人のいる夕張へと向かう父について行ったが、地元の子たちと滑っているうちに尻餅をつき足を骨折したため、大学受験を断念せざるをえなくなった。学校の卒業式にも出席できず、新たな一歩を踏み出そうとしている同級生と家でじっとしている自分を比べて、絶望感や疎外感を抱えた。
そんなとき、戦後初めて三大劇団が研究生を募集している旨の記事を新聞で見つけ、どこか毎日通えるような学校はないかと考えていた希林は願書を取り寄せる。文学座、劇団俳優座、劇団民藝の順番で試験があり、一番早かった文学座の試験のみを受けた。一次試験は約千人いたが合格し、1961年に一期生として文学座付属演劇研究所に入る。
長岡輝子からは、「あんたはね、耳がいいから入ったのよ」「自分のセリフだけ覚えて言うんじゃなくて、人のセリフを聞いてる」というように、「耳がいい」ことが合格の理由であると説かれた。文学座付属演劇研究所での同期に、小川眞由美・橋爪功・寺田農・北村総一朗・岸田森・草野大悟がいる。

### 女優活動をスタート
「悠木千帆」名義で女優活動をスタートする。この芸名は「芸能界では“勇気”が必要」として父親が考案し（最初は、勇気凜々という言葉から『悠木凜子』という名を提案された）、千帆は版画家の前川千帆から採られた。文学座研究所では「あんた、勘のいい子ねッ、来てちょうだい」と杉村春子の付け人を務め、1962年の小津安二郎監督『秋刀魚の味』の撮影に同行。1963年、文学座の分裂で、杉村から「あんた残ってちょうだい」と頼まれ、1965年に文学座の正座員となるが、1966年に文学座を退団。1964年に森繁久彌主演のテレビドラマ『七人の孫』にレギュラー出演し、一躍人気を獲得した。この頃、叔父の知人・長沢節が主宰するセツ・モードセミナーにも通い、当時の若者のファッションで街を闊歩していた。
樹木は森繁と杉村について、「それまで新劇にいてまじめな芝居しかやってこなかったんで、森繁さんが本を無視して、どんどんその場でつくっていく面白さに最初の頃は洗礼を受けました。森繁さんと杉村さんの違いは、森繁さんは自分を表現していこうとする人、杉村さんは書かれた台詞から多彩なニュアンスを含ませて言う。結果、名作が残ったんですよね。この二つを同時代に同時に見てきたわけですから、両方のいいとこを取り入れていけば、まだ食っていけるという気はしていました」と語っている（ある作品で遅筆だった向田邦子に痺れをきらし「筋だけ書いてよ、後はこっちでなんとかする」と自分勝手な発言をして喧嘩に発展した事もあった）。しかしその後、2008年の是枝裕和監督『歩いても 歩いても』でキネマ旬報ベスト・テン助演女優賞を受賞した際の『キネマ旬報』のインタビューでは、「（ここまでのキャリアを振り返ると）やっぱり、映画は脚本が第一、監督が二番目、三番目が映像で、役者はその後ですよ。優れた脚本と監督に出会ったら、何も変なことをする必要はない。遅いけど、脚本や監督に何も文句を言わなかった杉村さんの凄さが今になって分かりました」と話した。
『七人の孫』で出会った演出家・久世光彦と組んだ1970年のテレビドラマ『時間ですよ』（TBS）で不動の人気を得る。1974年にTBSで放送されたドラマ『寺内貫太郎一家』では、小林亜星が演じた主役の貫太郎の実母を演じた。実年齢は小林より10歳以上若く、頭髪を脱色し「老けメイク」を施し、当時30代前半のまだまだ若手との不自然さを隠すため、劇中は指ぬき手袋を外さなかった。本作品の劇中において、寺内家の母屋でドタバタ騒ぎが始まると、自分の住む離れに駆け込み、仏壇の横に貼られた沢田研二のポスターを眺めて「ジュリーィィィ!!」と腰を振りながら悶えるシーンが話題となる。
1967年11月、個人事務所「有限会社希林館」を設立。また1970年代には、安田道代と2人で芸能事務所を興しており、岸部一徳を所属させた。

### 芸名の売却と改名
1977年4月1日、『日本教育テレビ』（NETテレビ）から『全国朝日放送』（テレビ朝日）への局名・会社名称変更を記念して放送された、特別番組『テレビ朝日誕生記念番組・わが家の友だち10チャンネル・徹子のナマナマ10時間半完全生中継』の中のオークションコーナー「にんげん縁日」で、「売る物がない」との理由で、特に思い入れが無かったという自身の芸名「悠木千帆」を競売にかけた。このことは、この放送前にスポーツ紙で報道されたこともあって、つかこうへいから「200万円で買うから、そんなバカなことはやりなさんな」とたしなめられて持ち掛けられたこともあったが、これを断った。最初1円から始まったこのオークションは結局、2万200円で通りすがりの東京・青山のブティックを経営する服飾デザイナーの女性がこの名前を落札し、その落札金はチャリティーとして寄付した。落札した旧名はこの女性から無償で2004年に女優の山田和葉に譲渡された（悠木千帆 (2代目) も参照）。
芸名の売却後、芸名を本名の内田啓子にすることも考えていたが、内田裕也が「（内田を芸名にすると）俺の個性が君の芸にからむようでまずい」と反対し、改めてTBSプロデューサーの久世光彦らが同席して新芸名を考える会議を行ったが、久世から「そんなイージーな役者は死ね」と叱られたほどだった。その久世からは「芸名が変わると誰だかわからなくなるから、買い戻してくれないか」とも、「『母啓子』（ははけいこ）という芸名はどうだ。年をとったら、母に濁点付けて『母゛（ババ）啓子』だ」とも言われたことがあった。仕方なく、辞書を引いて文字を拾いながら決めることにし、この4文字から「樹や木が集まり希（まれ）な林を作る＝みんなが集まり何かを生み育てる」ということを連想し、自ら樹木希林に決めた。しかし、この由来は改名後に受け取ったある人物からの手紙に書かれていたことを気に入って採用したものだと、BS日テレ『おぎやはぎの愛車遍歴 NO CAR, NO LIFE!』において自ら語っている。本人は「『危機感』にもつながるような発音で、この語調にずっこけたような感じもあるから私らしい」と話し、音が重なるのが好きだったということで「『ちゃちゃちゃりん』とかでも良かったが、これでは漢字が当てられなかった」とも話している。

### 打ち上げでの騒動
テレビドラマ『ムー』（1977年）では「お化けのロック」を、『ムー一族』（1978年）では「林檎殺人事件」を共演者の郷ひろみとデュエットし挿入歌としてリリース、ヒットした。
1979年1月、『ムー一族』の打ち上げパーティーが行われ、樹木は最後のスピーチを務めたが、その中で番組プロデューサー久世光彦と「近松屋のともこ」役の女優のぐちともこが不倫関係にあり、この時既にのぐちが妊娠8か月であったことを暴露したことから、スキャンダルに発展し騒動となる。関係者の間では「公然の秘密」とされていたが、この場で久世は全てを認め、後に正式離婚し、のぐちと再婚している。久世はこの騒動の影響もありTBSを退社、制作会社「カノックス」を設立する。久世とは結局、1996年放送のドラマ『坊ちゃんちゃん』まで絶縁状態となったが、樹木には周囲と険悪な関係になりながらも「久世さんがああした状況の中でなし崩しにショボショボしていくのが耐えられなかった」、「2人の気持ちを軽くしてやろうと思った」との真意があった。また、こうした場での暴露を非難する声に対しても「ああいう見せかけの優しさが久世さんをダメにした」と反論している。
1981年、吉永小百合主演のテレビドラマ『夢千代日記』（NHK）に芸者・菊奴役で出演。作品はシリーズ化されレギュラー出演した。吉永とも意気投合、これが縁となり1980年代は吉永の主演映画に常連として出演した。

### 結婚と離婚

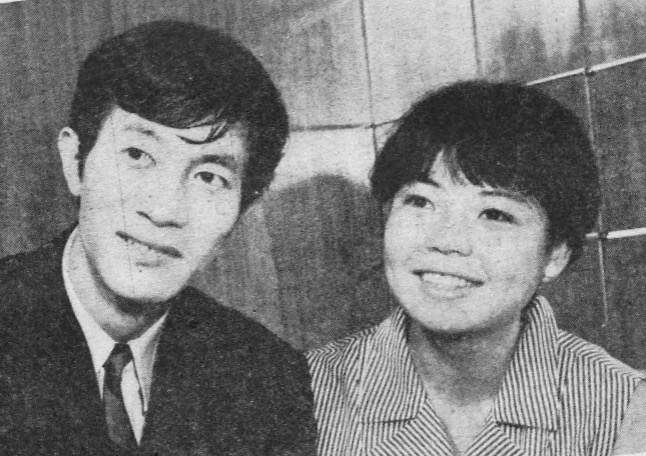
岸田森と樹木希林（1966年）

1964年に俳優の岸田森と結婚するが、1968年に離婚。1973年10月に内田裕也と再婚するが、1年半で別居し、その後別居生活を続けていた。1981年、内田が無断で離婚届を区役所に提出するも、樹木は離婚を認めず、離婚無効の訴訟を起こし勝訴した。
その後は1年に1回連絡を取り合う程度の関係となったが、2005年1月、乳がんが判明して摘出手術を受けたことを機に連絡は1か月に1回となり、以降毎年1月は一緒にハワイで過ごすようになったという。内田との間に1人娘の内田也哉子がいる。

### CMが大ヒット
1979年から出演したピップエレキバンの広告での横矢勲ピップフジモト会長（当時）との掛け合いは人気を集めた。
また、1978年からフジカラーのCMに出演していたが、1980年に放送された『フジカラープリント お名前篇』では、お見合い写真を現像しにきた客（綾小路さゆり）役の樹木と写真屋の店員役の岸本加世子との「美しい人はより美しく、そうでない方は…」「そうでない場合は？」「それなりに映ります」というやり取りが流行語となった。フジカラーのCMには40年にわたって出演し続け、2002年には消費者の好感度が最も高い女性CMタレント1位に輝いた。

### 晩年
2003年1月に網膜剥離で左目を失明したことを2004年1月に発売した長嶋茂雄との対談本『人生の知恵袋』で明かす。
2007年には、「Dream Power ジョン・レノン スーパー・ライヴ2007」に2人の孫と共に出演し、「イマジン」の日本語訳歌詞などを朗読した。
2008年、紫綬褒章を受章。
2013年3月8日の第36回日本アカデミー賞最優秀主演女優賞を受賞。そのスピーチにおいて、全身がんであることを告白したが、2014年1月16日に1年半ぶりのがん治療が終了したことを会見で公表している。
2018年7月29日・8月5日放送の『ザ・ノンフィクション』（フジテレビ）「転がる魂 内田裕也」のナレーションを担当した。8月13日、大腿骨を骨折したため同月15日に緊急手術を行った。翌16日に予定していた生放送への出演を見送り、電話で出演して状況を報告した。

### 死去
2018年9月15日2時45分、東京都渋谷区の自宅で家族に看取られて死去。75歳没。戒名は「希鏡啓心大姉」。9月30日、東京都港区南麻布の光林寺にて葬儀が執り行われた。
同年11月9日から29日までFUJIFILM SQUAREで写真展、11月16日から12月2日までレスリー・キー撮影特別展示『愛・樹木希林』が開催された。2019年6月、初めて自ら企画も手がけた映画『エリカ38』が公開された。
なお、樹木の死から約半年後の2019年3月17日午前5時33分、夫の内田も死去した。

## 出演

### テレビドラマ
- ナショナル劇場 七人の孫（1964年・1965 - 1966年、TBS/国際放映）
- 丸出だめ夫（1966年3月7日 - 1967年2月27日、日本テレビ） - 保健室の先生
- とし子さん（1966年4月6日 - 10月5日、TBS/国際放映） - 主演：野山とし子[注 2]
- ハッスル奥さま（1966年10月12日 - 1967年3月29日、TBS/国際放映） - 主演：野山とし子[注 2][54]
- 風 第31話「虫けら野郎」（1968年5月15日、TBS）
- 銭形平次 第101話「翡翠を持つ女」（1968年4月3日、フジテレビ）
- 水曜劇場（TBS）
  - 時間ですよ（1970年2月4日 - 8月26日）- 児島（石松）浜子
  - 寺内貫太郎一家（1974年1月16日 - 10月9日）- 寺内きん
  - さくらの唄（1976年5月19日 0 11月10日）- 麗子
  - せい子宙太郎（1977年11月16日 - 1978年5月10日）- 梶本コマ
  - ムー（1977年5月18日 - 11月9日） - 金田久美子
  - ムー一族（1978年5月17日 - 1979年2月7日） - 金田久美子
- 大江戸捜査網（1970年、日活 / 東京12チャンネル） - おとら
- 素浪人 花山大吉 第54話「初恋の味は苦かった」（1970年1月10日、NET）
- プレイガール 第40話「勇み肌芸者衆」（1970年1月5日、東京12チャンネル）
- おさな妻（1970年10月2日 - 1971年9月24日、東京12チャンネル）- 村上悦子
- ザ・ガードマン （1971年、TBS）
  - 第342話「教育ママの狂った大競走!」（1971年19月29日）
  - 第347話「すごーい奥さんの飛行機爆破作戦」（1971年12月3日）
- シークレット部隊 第4話「連休はハレンチ一家で大冒険」（1972年4月28日、TBS）
- 火曜日の女シリーズ / いとこ同志（1972年8月22日 - 9月26日、日本テレビ）
- 鉄平と順子（1972年10月3日 - 1973年1月16日、日本テレビ / 国際放映） - 鉄平の姉・まさよ
- 木枯し紋次郎（1972年、フジテレビ）
  - 第2部第3話「水車は夕映えに軋んだ」（1972年12月2日）
- 金曜ドラマ 悪魔のようなあいつ（1975年6月6日 - 9月26日、TBS）
- ばあちゃんの星（1975年10月3日 - 12月26日、TBS）
- 気まぐれ天使（1976年10月6日 - 1977年10月19日、日本テレビ） - 伊集院綾乃
- 気まぐれ本格派（1977年10月26日 - 1978年9月20日、日本テレビ）
- ゆうひが丘の総理大臣（1978年10月11日 - 1979年10月10日、日本テレビ） - 大屋ふく
- あさひが丘の大統領 (1979年10月17日 - 1980年9月17日、日本テレビ） - 小関もも子
- 半七捕物帳 第25話「十五夜御用心」（1979年9月18日、テレビ朝日）
- 探偵物語 第9話「惑星からきた少年」（1979年11月13日、日本テレビ） - 誘拐一味のボス
- 大竹しのぶのああ!この愛なくば・頑張っせよ邦ちゃん（1980年8月28日、日本テレビ） - 小泉和江
- 影の軍団シリーズ（1980 - 1982年・1985年、関西テレビ） - おりん
- 結婚したい女（1981年2月18日 - 3月25日、毎日放送） - カメヨ
- 日本悪妻に乾杯!（1981年7月1日 - 9月9日、毎日放送） - 松木ヒミコ
- ドラマ人間模様 夢千代日記（1981年2月15日 - 3月15日、NHK総合） - 菊奴
  - ドラマ人間模様 続・夢千代日記（1982年1月17日 - 2月14日、NHK総合）
  - ドラマ人間模様 新・夢千代日記（1984年1月15日 - 3月18日、NHK総合）
- 母たることは地獄のごとく 炎の女・澤田美喜（1981年7月8日、日本テレビ） - 栗田フサ子
- 岡っ引どぶシリーズ（1981年 - 1991年、フジテレビ） - お仙
- 探偵同盟（1981年1月8日 - ３月26日、フジテレビ） - 裏小路花子
- カムバック・ガール（1982年2月3日 - 3月31日、毎日放送） - 能見鳥子
- 女捜査官シリーズ（朝日放送）
- 遠山の金さん（テレビ朝日） - お千親分
- 終りに見た街（1982年8月16日、テレビ朝日）
- 外科医 城戸修平（1983年5月10日 - 8月3日、TBS） - 野口ふく
- 火曜サスペンス劇場 （日本テレビ）
  - 松本清張スペシャル・一年半待て（1984年5月22日） - 高森たき子
  - 女からの眺め（1987年1月6日） - 主演・波崎くに子
  - 冷たいのがお好き（1987年4月14日） - 主演・橋本春恵
- 風にむかってマイウェイ（1984年11月12日、TBS） - 原富子
- 必殺仕事人意外伝 主水、第七騎兵隊と闘う 大利根ウエスタン月夜（1985年1月4日、朝日放送） - お松
- 翔んでる警視（1986年1月2日、TBS）
- 連続テレビ小説（NHK総合）
  - はね駒（1986年4月7日 - 10月4日） - 橘やえ
  - 君の名は（1991年4月1日 - 1992年4月4日） - 深野柳子
- 女と女 華やかな春（1987年1月3日、フジテレビ） -  杉崎三和子
- 今朝の秋 （1987年10月24日、NHK総合） - 田原美代
- 台所の聖女（1988年3月19日、NHK総合） - 杉田久女
- 明日－1945年8月8日・長崎（1988年8月9日 日本テレビ） - 三浦ツイ
- 日中合作ドラマ 鑑真号物語（1989年、フジテレビ）
- 美空ひばり物語（1989年12月30日、TBS）
- 裸の大将 第35話「蛍の里エレジー」（1989年8月27日、関西テレビ / 東阪企画） - 桜川梅子
- ママ母戦争（1990年5月3日、よみうりテレビ） - 松原多恵
- 大河ドラマ 翔ぶが如く（1990年1月7日 - 12月9日、NHK総合） - 天璋院付き老女・幾島
- 水曜ドラマ マダム・りん子の事件帖（1991年1月9日 - 3月20日、NHK総合） - 子姫谷麟子
- 先生のお気に入り!（1991年6月28日 - 9月20日、TBS） - 影山忍
- ダウンタウン探偵組'91（1991年10月7日 - 12月16日、朝日放送）
- 実録犯罪史シリーズ 金（キム）の戦争（1991年4月5日、フジテレビ）
- 花と竜（1992年1月4日、TBS）
- 新・三匹が斬る！（1992年、テレビ朝日 / 東映）
  - 第1話「懸賞首 三つ揃って夢道中」（1992年7月9日） - 小百合
  - 第22話「さらば三匹、死出の旅への王手飛車」（1993年2月25日） - 小百合
- はだかの刑事（1993年1月8日 - 9月24日、日本テレビ） - 由布院静
- サスペンス・魔「鏡の中の顔」（1993年、関西テレビ） - 目黒澄子
- チンチン電車（1993年9月15日、NHK総合）
- 菊亭八百善の人びと 幻の高級江戸料理!美人女将の細腕繁盛記（1994年2月3日、テレビ朝日）
- 鬼ユリ校長、走る!（1994年10月 - 1996年4月、関西テレビ） - 主演・宮沢ユリ子 [55]
- 味いちもんめ（1995年1月12日 - 3月16日、テレビ朝日） - 藤村芳江
  - 味いちもんめII 京都編（1996年1月11日 - 3月21日、テレビ朝日）
  - '97新春ドラマスペシャル 味いちもんめ（1997年1月2日、テレビ朝日）
  - '98新春ドラマスペシャル 味いちもんめ（1998年1月2日、テレビ朝日）
  - '2011新春ドラマスペシャル 味いちもんめ（2011年1月8日、テレビ朝日）
  - '2013ドラマスペシャル 味いちもんめ（2013年5月11日、テレビ朝日）
- 東芝日曜劇場 輝け隣太郎（1995年10月8日 - 12月24日、TBS）
- 硝子のかけらたち（1996年7月12日 - 9月20日、TBS）
- はみだし刑事情熱系（1996年 - 2003年、テレビ朝日） - 松尾菊枝特任巡査部長
- 坊っちゃんちゃん（1996年3月21日、TBS） - 清・クロ(二役)
- 月曜ドラマスペシャル「ダンスパートナー連続殺人 社交ダンス界に渦まく欲望と嫉妬」（1996年8月19日、TBS）
- リンコ（1997年5月5日、日米共作、NHK総合） - ハタおばさん
- 正月ドラマ いい旅 いい夢 いい女（1999年1月2日、NHK総合）
- 天の瞳（2000年3月25日、テレビ朝日） - おふみばあさん
- 大河ドラマ 葵 徳川三代（2000年1月9日 - 12月17日、NHK総合） - お福（春日局）
- 菊次郎とさき（2001年1月6日、テレビ朝日） - 北野うし
- 世にも奇妙な物語 SMAPの特別編「BLACK ROOM」（2001年1月1日、フジテレビ） - 湯ノ本カズコ
- 向井荒太の動物日記 〜愛犬ロシナンテの災難〜（2001年1月13日 - 3月17日、日本テレビ） - 母はる子
- 女と愛とミステリー 嘱託刑事・小山田昭平「旅路の果て」（2001年、テレビ東京） - 太田フク
- テレビ50年ドラマ特別企画 向田邦子の恋文（2004年1月2日、TBS）
- 和田アキ子 特別企画ドラマ ザ・介護番長（2005年4月7日、TBS）
- 僕たちの戦争（2006年9月17日、TBS）
- 東京タワー 〜オカンとボクと、時々、オトン〜（2006年11月18日、フジテレビ） - 方南町の大家
- 松本清張 点と線（2007年11月24日・25日、テレビ朝日） - 小林安子
- 約束〜名張毒ぶどう酒事件 死刑囚の生涯〜（2012年6月30日、東海テレビ） - 奥西勝の母・タツノ
- このミステリーがすごい! ベストセラー作家からの挑戦状（2014年12月29日、TBS） - 大森キリカ
- いとの森の家（2016年2月21日〈前編〉・2月28日〈後編〉、NHK総合）

### 映画
- 殿方御用心（1966年） - 倉石松子
- 三匹の狸（1966年） - みどり
- 続・酔いどれ博士（1966年） - フミコ
- 湖の琴（1966年、東映） - 巣雲加代
- 旅路（1967年、東映） - 室伏千枝
- 続大奥(秘)物語（1967年、東映） - あや
- 尼寺(秘)物語（1968年、東映） - 法順尼
- 兄貴の恋人（1968年） - 早苗
- コント55号と水前寺清子の神様の恋人（1968年） - 山上愛子
- クレージーの大爆発 （1969年、東宝） - 立花房子
- 男はつらいよ フーテンの寅（1970年、松竹） - 旅館の女中
- 縁結び旅行（1970年） - 関口珠子
- ママいつまでも生きてね（1970年） - 岡村看護婦
- 不良番長 口から出まかせ（1970年）
- 谷岡ヤスジのメッタメタガキ道講座（1971年） - 永井シゲ子
- 喜劇 夜光族（1971年） - テツ子
- あゝ声なき友（1972年）
- 赤ちょうちん（1974年、日活） - 吉村クニ子
- 悪名 縄張荒らし（1974年） - おしげ
- あばよダチ公（1974年） - 美津子
- 蔵王絶唱（1974年） - 時田いま子
- 炎の肖像（1974年） - 食堂の女
- 告訴せず（1975年、東宝） - 木谷春子
- まむしと青大将（1975年） - 松川きく
- ザ・ドリフターズのカモだ!御用だ!（1975年） - とみ子
- ピーターソンの鳥（1976年）
- エデンの海（1976年、東宝） - お筆っあん
- サチコの幸（1976年） - モモエ
- 女教師（1977年、日活） - 横山百合子
- あすも夕やけ（1977年） - 松男大杉男の母
- はなれ瞽女おりん（1977年） - 一瀬たま
- ワニと鸚鵡とオットセイ（1977年、松竹） - メリー
- トラック野郎・突撃一番星（1978年、東映） - 石部スミ
- 総長の首（1979年） - お好み焼きの女将
- 金田一耕助の冒険（1979年） - たね
- 神様のくれた赤ん坊（1979年） - 子供を連れてくる女
- ツィゴイネルワイゼン（1980年） - キミ
- 看護婦のオヤジがんばる（1980年） - おさと姿
- 土佐の一本釣り（1980年） - ふき
- 帰ってきた若大将（1981年） - ともえ
- 野菊の墓（1981年） - お増
- 転校生（1982年、松竹） - 斉藤直子
- 刑事物語（1982年、東宝） - 矢代スミ刑事課庶務
- 三等高校生（1982年） - 竹久みち子
- 天城越え（1983年、松竹） - 土谷良作の妻
- ふるさと（1983年） - ヨシ
- クララ白書・少女隊PHOON（1985年） - ミスター・アン
- カポネ大いに泣く（1985年） - 立川仙枝
- さびしんぼう（1985年、東宝） - 雨野テルエ
- 夢千代日記（1985年、東映） - 菊奴
- 俺たちの行進曲（1985年） ※劇場未公開
- 玄海つれづれ節（1986年）
- 春駒のうた（1986年） - おさと姿
- 郷愁（1988年） - 上岡ミネ
- つる -鶴-（1988年、東宝） - 由良
- 風の又三郎 ガラスのマント（1989年）
- ドンマイ（1990年） - ハナコ
- 大誘拐 RAINBOW KIDS（1991年、東宝） - 中村くら
- リトル・シンドバッド 小さな冒険者たち（1991年） - 美知子の母
- 戦争と青春（1991年） - 小野木悦子
- いつかギラギラする日（1992年） - 井村の女房
- ザ・中学教師（1992年） - 竹田安子
- 夢の女（1993年） - お松
- REX 恐竜物語（1993年） - CFガール
- さくら（1994年） - ふみ
- RAMPO（1994年） - 女中頭 / 根津界隈の主婦
- 時の輝き（1995年、松竹） - 永島
- 三たびの海峡（1995年） - ハルモニ
- 微笑みを抱きしめて（1996年） - 長野淑子
- 美味しんぼ（1996年、松竹） - トメ
- 恋と花火と観覧車（1997年） - 三田さなえ
- 必殺始末人（1997年、松竹） - おとら
- マグニチュード（1997年）
- 39 刑法第三十九条（1999年、松竹） - 長村時雨
- ざわざわ下北沢（2000年） - 九四郎のファンの女性
- 東京マリーゴールド（2001年） - 酒井律子
- DRUG（2001年） - 平川芳恵
- ダンボールハウスガール（2001年） - 黒川大家
- ピストルオペラ（2001年、松竹） - りん
- リターナー（2002年、東宝） - 謝
- 命（2002年、東映） - 美里の母
- 夜を賭けて（2002年） - 高山フネ
- 半落ち（2004年、東映） - 島村康子
- 下妻物語（2004年、東宝） - 桃子の祖母
- ほたるの星（2004年、角川映画） - 橋本校長
- IZO（2004年） - イゾーの母親
- チェケラッチョ!!（2006年、東宝） - 南風原ちさ
- 赤い鯨と白い蛇（2006年） - 大原美土里
- 東京タワー 〜オカンとボクと、時々、オトン〜（2007年） - オカン
- サイドカーに犬（2007年） - 増田トメノ
- 歩いても 歩いても（2008年） - 横山とし子
- 宮城野（2008年） - 女将
- 悪人（2010年） - 清水房江
- ゴースト もういちど抱きしめたい（2010年） - 運天五月
- 大木家のたのしい旅行 新婚地獄篇（2011年） - 占い師
- 奇跡（2011年、ギャガ） - 大迫秀子
- 朱花の月（2011年） - 拓未の母
- わが母の記（2012年） - 伊上八重 [56]
- ツナグ（2012年） - 渋谷アイ子
- 約束 名張毒ぶどう酒事件 死刑囚の生涯（2013年） - 奥西タツノ
- そして父になる（2013年） - 石関里子
- 神宮希林 わたしの神様（2014年）＊本人に密着のドキュメンタリー映画[57]
- 駆込み女と駆出し男（2015年） - 三代目柏屋源兵衛
- あん（2015年） - 主演・吉井徳江 [16][58]
- 海街diary（2015年） - 菊池史代
- 海よりもまだ深く（2016年） - 淑子 [59]
- 人生フルーツ（2016年） - ナレーション ※ ドキュメンタリー映画[60]
- 光（2017年） - 音声ガイドナレーション[61]
- モリのいる場所（2018年）[62] - 熊谷秀子
- 万引き家族（2018年） - 柴田初枝
- 日日是好日（2018年） - 武田先生
- エリカ38（2019年）[50]
- 命みじかし、恋せよ乙女（ドイツ語版）（2019年）- ユウの祖母 ※樹木の遺作であり、最初で最後の海外制作映画出演[63][64]

### 劇場アニメ
- ジャックと豆の木（1974年） - ノワール夫人
- 龍の子太郎（1979年） - 山姥
- 蓮如物語（1998年） - シズ
- ブレイブ・ストーリー（2006年） - オンバ [65]
- 借りぐらしのアリエッティ（2010年） - ハル

### 吹き替え
- おお猛妻イブとケイ（1968年） - キャサリン （ケイ・バラード）
- 情欲の悪魔（1970年） - ルス・エッティング （ドリス・デイ）
- リンコ（1997年、日米共作、NHK総合） - ハタおばさん (本人吹替)

### テレビ番組
- にっぽん 美と心（NHK BS2） - 案内
- 日本語歳時記 大希林（2002年4月15日 - 2005年3月26日、NHK教育）
- 23時ショー（1971年4月5日 - 1973年12月31日、NETテレビ（現：テレビ朝日）系） - 司会
- NHKスペシャル（NHK総合）
  - 驚異の小宇宙 人体II 脳と心（1993年10月31日 - 1994年3月20日） - プレゼンター
  - 人体 神秘の巨大ネットワーク 第7集　“健康長寿”究極の挑戦（2018年3月25日）
  - 病の起源（1）睡眠時無呼吸症 〜石器が生んだ病〜（2008年4月13日） - 案内人
- 温故希林〜樹木希林の骨董珍道中（NHK BSP）
  - 温故希林〜樹木希林の骨董珍道中 日本篇（全4回、2011年）
  - 温故希林〜樹木希林の骨董珍道中 韓国篇（全3回、2012年）[66]
  - 温故希林〜樹木希林の骨董珍道中 台湾篇（全3回、2013年）
- 第63回NHK紅白歌合戦（2012年12月31日、NHK総合・ラジオ第1） - 審査員
- NHKスペシャル あなたは未来をどこまで知りたいですか〜運命の遺伝子〜（2013年7月7日、NHK総合）
- 神宮希林（東海テレビ、2013年11月3日） - 東海テレビ開局55周年記念番組[67]
- 戦後70年 樹木希林ドキュメンタリーの旅（東海テレビ、2015年8月8日・10日・12日・13日・14日・15日）[68]
- 京都、希林の宴〜とっておきの仕出し巡り〜（2015年12月17日、NHK BSP）[69]
- 樹木希林のばあばとフルタチさん（東海テレビ、2017年8月11日）[70]
- 日曜美術館「北大路魯山人×樹木希林」（2017年8月6日・8月13日・2018年9月23日、NHK Eテレ[71]）
- 直撃!シンソウ坂上西城秀樹さん追悼特集（2018年5月24日、フジテレビ） - ナレーション[72]
- ザ・ノンフィクション「転がる魂 内田裕也」（フジテレビ、2018年7月29日・8月5日） - ナレーション[43][73]
- “樹木希林”を生きる（2018年9月26日、NHK総合）[74]
- 希林と裕也 〜トリックスター夫婦による、昭和平成史〜（2021年9月25日、NHK BSP）[75]

### ラジオドラマ
- 神田・神保町 レコード屋のおかみさん（2017年）[76] - 放送文化基金賞（第44回優秀賞）[77]

### 広告
- 興和「ウナコーワ」（1972年 - 1979年）
- 信託銀行（1978年）
- ピップフジモト「ピップエレキバン」（1979年 - 1995年）[36]
- 富士フイルム[38]
  - フジカラー（1980年 - 2013年、2015年 - 2018年）岸本加世子[37]、田中麗奈、長瀬智也、堀北真希らと共演。
  - PHOTO IS キャンペーン（2006年）- 少女時代の家族写真と共に内田とのツーショット写真を披露。
- ぺんてる 『筆ペン』（1981年 - 1982年）
- リクルート
  - 週刊住宅情報（1982年）
  - 住宅情報スタイル（2002年）
  - ゼクシィ（2011年 - 2012年）- 内田との共演[32]
- 国際電信電話「0051」（1982年）
- フットワークエクスプレス（1982年 - 1985年）
- キリンビバレッジ 「オレンジ」（1983年）
- アール・ピー・エム「エステdeミロード」（1990年 - 1991年）
- 山元酒造「さつま五代」（1996年）
- TTNet 東京電話「寺内貫太郎一家 シリーズ」（1997年 - 2000年）
- 日立製作所（1997年 - 1999年）
- 三菱自動車 「トッポBJ」（1997年 - 2000年）
- アサヒビール 「ファーストレディ」（1997年 - 1998年）
- 味の素 「ほんだし」（1998年 - 2005年）
- 日本信販「NICOSカード」（2001年 - 2002年）
- ウエスト「骨太住宅」（2001年 - 2005年）
- サントリー食品インターナショナル
  - BOSS HG（2001年 - 2002年）- 富士フイルムとのタイアップCM
  - 伊右衛門（2009年）
  - 伊右衛門 ご飯が美味しいお茶（2012年 - 2013年）
- 青山商事「洋服の青山」（2002年 - 2009年）
- 全日本空輸「中国行って、撮ってきて」（2006年）- 富士フイルムとのタイアップCM
- ミツカン 「金のつぶ とろっ豆」（2007年 - 2008年）
- 第一三共 「認知症治療」（2012年）
- ソフトバンクモバイル「白戸家」（2013年 - 2014年）
- トヨタ自動車「TOYOTOWN」（2013年 - 2015年）
- 宝島社（2016年 - 2018年） - 第33回読売広告大賞グランプリ受賞[78][79]
- 三井不動産リアルティ「三井のリハウス」（2016年8月 - 2018年）[80]
- そごう・西武「アドバンストモード」（2016年9月 - ）- 死去後も、そごう・西武のYouTubeでは樹木が出演しているCMを2本見る事が今現在も可能。[81]
- マスターカード「pricelessを選ぼう。」（2017年6月 - 2018年）[82][83]

## レコード・CD
- お化けのロック（1977年、TBS「ムー」劇中歌、郷ひろみとのデュエット）
- 林檎殺人事件（1978年、TBS「ムー一族」劇中歌、郷ひろみとのデュエット）
- 2人のすべて（1995年、TBS「輝け隣太郎」主題歌、唐沢寿明とのデュエット。

## 受賞歴
| 年     | 賞                                                       | 対象作品                                        |
| ------ | -------------------------------------------------------- | ----------------------------------------------- |
| 1986年 | 日本女性放送者懇談会賞                                   |                                                 |
| 2005年 | 第37回芸術選奨文部大臣賞                                 | 『はね駒』                                      |
| 2005年 | 第26回ヨコハマ映画祭助演女優賞                           | 『半落ち』                                      |
| 2005年 | 第28回日本アカデミー賞優秀助演女優賞                     | 『半落ち』                                      |
| 2007年 | 第31回日本アカデミー賞最優秀主演女優賞                   | 『東京タワー 〜オカンとボクと、時々、オトン〜』 |
| 2007年 | 第20回日刊スポーツ映画大賞助演女優賞                     | 『東京タワー 〜オカンとボクと、時々、オトン〜』 |
| 2008年 | 紫綬褒章                                                 |                                                 |
| 2009年 | 第30回ナント三大陸映画祭最優秀女優賞                     | 『歩いても 歩いても』                           |
| 2009年 | 第33回報知映画賞最優秀助演女優賞                         | 『歩いても 歩いても』                           |
| 2009年 | 第51回ブルーリボン賞助演女優賞                           | 『歩いても 歩いても』                           |
| 2009年 | 第82回キネマ旬報ベスト・テン助演女優賞                   | 『歩いても 歩いても』                           |
| 2009年 | 第32回日本アカデミー賞優秀助演女優賞                     | 『歩いても 歩いても』                           |
| 2011年 | 第34回日本アカデミー賞最優秀助演女優賞                   | 『悪人』                                        |
| 2012年 | 第4回TAMA映画賞最優秀女優賞                              | 『わが母の記』                                  |
| 2012年 | 第25回日刊スポーツ映画大賞助演女優賞                     | 『わが母の記』『ツナグ』                        |
| 2013年 | 第36回日本アカデミー賞最優秀主演女優賞                   | 『わが母の記』                                  |
| 2014年 | 旭日小綬章                                               |                                                 |
| 2015年 | 第28回東京国際映画祭 ARIGATO賞                           |                                                 |
| 2015年 | 第39回山路ふみ子映画賞 女優賞                            | 『あん』                                        |
| 2015年 | 第7回TAMA映画賞 最優秀女優                               | 『あん』『駆込み女と駆出し男』『海街diary』     |
| 2015年 | 第40回報知映画賞 主演女優賞                              | 『あん』                                        |
| 2016年 | 第37回ヨコハマ映画祭 特別大賞                            | 『あん』                                        |
| 2016年 | 第39回日本アカデミー賞 優秀主演女優賞                    | 『あん』                                        |
| 2016年 | 第9回アジア太平洋スクリーンアワード 女優賞               | 『あん』                                        |
| 2016年 | 第42回放送文化基金賞・演技賞                             | 『いとの森の家』                                |
| 2016年 | 第10回アジア・フィルム・アワード 特別功労賞              |                                                 |
| 2017年 | 第26回日本映画批評家大賞・ダイヤモンド大賞（淀川長治賞） |                                                 |
| 2017年 | 第66回神奈川文化賞                                       |                                                 |
| 2018年 | 第12回ジャパン・カッツ カット・アバブ賞                  | 『モリのいる場所』                              |
| 2018年 | なら国際映画祭特別功労賞                                 |                                                 |
| 2018年 | 第43回報知映画賞 助演女優賞                              | 『モリのいる場所』『万引き家族』『日日是好日』  |
| 2018年 | 第31回日刊スポーツ映画大賞・石原裕次郎賞 助演女優賞      | 『万引き家族』『モリのいる場所』『日日是好日』  |
| 2018年 | 第73回毎日映画コンクール 女優助演賞                      | 『万引き家族』                                  |
| 2018年 | 第42回日本アカデミー賞 最優秀助演女優賞                  | 『万引き家族』                                  |
| 2018年 | 第42回日本アカデミー賞 優秀助演女優賞                    | 『日日是好日』                                  |
| 2018年 | 第35回ATP賞テレビグランプリ 特別賞                       |                                                 |
| 2019年 | 第59回ACC TOKYO CREATIVITY AWARDS 演技賞                 | 富士フイルム「樹木希林さん 2018年末特別篇」     |

## 関連書籍
- 『一切なりゆき 樹木希林のことば』文春新書、2018年12月、ISBN 978-4166611942
- 『樹木希林 120の遺言 死ぬときぐらい好きにさせてよ』宝島社、2019年1月、ISBN 978-4-8002-9192-9
- 『いつも心に樹木希林 ひとりの役者の咲きざま、死にざま』キネマ旬報社、2019年2月、ISBN 978-4873768588
- 『9月1日 母からのバトン』（内田也哉子との共著）ポプラ社、2019年8月、ISBN 978-4591163603
- 『この世を生き切る醍醐味』朝日新書、2019年8月、ISBN 978-4022950376
- 『樹木希林の きもの』（別冊太陽スペシャル）平凡社、2019年8月、ISBN 978-4582945928
- 『老いの重荷は神の賜物』集英社、2019年9月、ISBN 978-4087808803
- 椎根和『希林のコトダマ 樹木希林のコトバと心をみがいた98冊の保存本』芸術新聞社 2020年4月、ISBN 978-4-87586-585-8。雑記帳も公開